# Estação Ploshchad Lenina (metro de São Petersburgo)
Ploshchad Lenina (em russo:  Площадь Ленина) é uma das estações da linha Kirovsko-Vyborgskaia (Linha 1) do metro de São Petersburgo, na Rússia. Estação «Ploshchad Lenina» está localizada entre as estações «Vyborgskaia» (ao norte) e «Tchernichevskaia» (ao sul).